# Johann Nikolaus Maas
Johann Nikolaus Maas (* um 1664 in Zell (Mosel); † um 1721 in Klotten) war ein kurfürstlicher Vogt und Hochgerichtsschöffe in Klotten.

## Leben
Johann Nikolaus Maas war ein Sohn des aus Zell stammenden Abgeordneten und Amtsverwalters Nikolaus Maas. Nachdem der kurtrierische Oberstlandhofmeister Dietrich Adolf Graf von Metternich-Winneburg-Beilstein in 2. Ehe verheiratet mit Johanna Elisabeth Gräfin von Leiningen-Westerburg (1659–1708) kinderlos am 24. Dezember 1695 auf einer Reise zu seinen böhmischen Gütern verstorben war, fungierte Maas als vermittelnder Nachlassverwalter. Hierzu übernahm Maas formell die im heutigen Stadtgebiet von Cochem liegende Winneburg zumeist auch Winnenburg genannt, samt Zubehör sowie die nur wenige Kilometer davon entfernte Burg Metternich in Beilstein an der Mosel. Am 11. Januar 1696 übernahm Maas auch den Besitz des in der Eifel in Alflen gelegenen Hochgerichts, um die dortigen Hochgerichtspersonen zu vereidigen.